# 11 Ursae Minoris
11 Ursae Minoris – pomarańczowy olbrzym typu widmowego K4 III, znajdujący się 410 lat świetlnych od Słońca w gwiazdozbiorze Małej Niedźwiedzicy. 12 sierpnia 2009 roku ogłoszono odkrycie (za pomocą pomiaru prędkości radialnej) planety o dużej masie, krążącej wokół 11 Ursae Minoris.

## Nazwa
Gwiazda historycznie była nazywana Pherkad Minor (z łac. „mniejsza”), jako że znajduje się na niebie blisko jaśniejszej gwiazdy Pherkad.

## Charakterystyka
11 Ursae Minoris jest pomarańczowym olbrzymem. Swoimi rozmiarami znacznie przewyższa Słońce. Promień olbrzyma wynosi (24,08 ± 1,84) R☉, zaś masa wynosi zaledwie 1,8 M☉. Temperatura na powierzchni gwiazdy szacowana jest na (4340 ± 70) K, zaś wiek na (1,56 ± 0,54) miliarda lat.

## Układ planetarny
12 sierpnia 2009 roku ogłoszono odkrycie planety okrążającej 11 Ursae Minoris. Planeta jest najprawdopodobniej ponad dziesięciokrotnie masywniejszym od Jowisza gazowym olbrzymem, obiegającym swoją gwiazdę w 516 dni. 